# Veľká nad Ipľom
Veľká nad Ipľom és un poble i municipi d'Eslovàquia. Es troba a la regió de Banská Bystrica.

## Història
La primera menció escrita de la vila es remunta al 1238.

## Demografia
| Godina             | 1994 | 2004   | 2014   | 2024   |
| ------------------ | ---- | ------ | ------ | ------ |
| Nombre de persones | 882  | 943    | 940    | 954    |
| Diferència         |      | +6,91% | −0,31% | +1,48% |

| Godina             | 2023 | 2024   |
| ------------------ | ---- | ------ |
| Nombre de persones | 949  | 954    |
| Diferència         |      | +0,52% |